# Trinacria (panfilo reale)
La regia nave Trinacria fu il secondo panfilo reale italiano, in servizio tra il 1900 ed il 1925.

## Storia
La nave era stata costruita come transatlantico di linea della compagnia inglese National con il nome di America e servì sulla rotta Liverpool-New York. Non essendo riuscita a conquistare il nastro azzurro, la nave fu ceduta.
Fra il 1885 e il 1886 servì come incrociatore ausiliario nella Royal Navy. Poi tornò ad essere una nave passeggeri. Nel 1889 fu acquistata dalla Regia Marina e due anni dopo ribattezzata Trinacria.
Solo nel 1900 fu attrezzata come panfilo reale. All'epoca era il più grande panfilo reale del mondo e fu utilizzato per numerose visite diplomatiche e di cortesia.
Fu utilizzato anche come Comando delle Forze Navali.
Il Trinacria fu demolito nel 1925, nello stesso anno in cui entrava in servizio il nuovo e moderno panfilo Savoia.

## Altri panfili reali
- Savoia (1883-1897)
- Savoia (1923-1944)

## Fonti
- U.S.M.M., Almanacco storico della navi militari italiane. 1861-1995, Giorgerini e Nani, 1996
- sito della Marina Militare, su marina.difesa.it.
- sito Mediterranea, su portbyport.com. URL consultato il 27 marzo 2015 (archiviato dall'url originale il 2 aprile 2015).
- sito Agenzia Bozzo, su agenziabozzo.it.